# Kap Archer
Das Kap Archer ist eine Landzunge, welche die nördliche Begrenzung der Einfahrt zum Granite Harbor an der Scott-Küste des ostantarktischen Viktorialands markiert. 
Benannt wurde das Kap durch die Nordgruppe der Terra-Nova-Expedition (1910–1913) unter der Leitung des britischen Polarforschers Robert Falcon Scott nach Walter William Archer (1869–1944), dem Koch der Forschungsreise. 